# Critomenes
Critomenes fue un alfarero griego, activo en Atenas a mediados del siglo VI a. C. Pertenece a los Pequeños maestros.
Solo se le conoce por la firma de un esquifo de Sardes conservado en Princeton, Museo de Arte 29.180. La segunda letra de la firma solo se conserva de forma fragmentaria y podría haber sido una "Ro" en lugar de una "Lambda", entonces el nombre podría haber sido Kritomenes  (Heesen) en lugar del originalmente leído Klitomenes’  (Smith, Beazley).
El esquifo de forma especial (esquifo de bandas) está decorado como una copa de los pequeños maestros. Dentro del medallón hay un cisne, en el exterior la firma se coloca entre las palmas del asa. La firma se distribuye por ambos lados del vaso, lo que de otra manera solo ocurre en el alfarero Jenocles en su copa de labios en Viena, Museo de Historia del Arte de Viena IV 3670.